# Hufeisen-Waldhaus

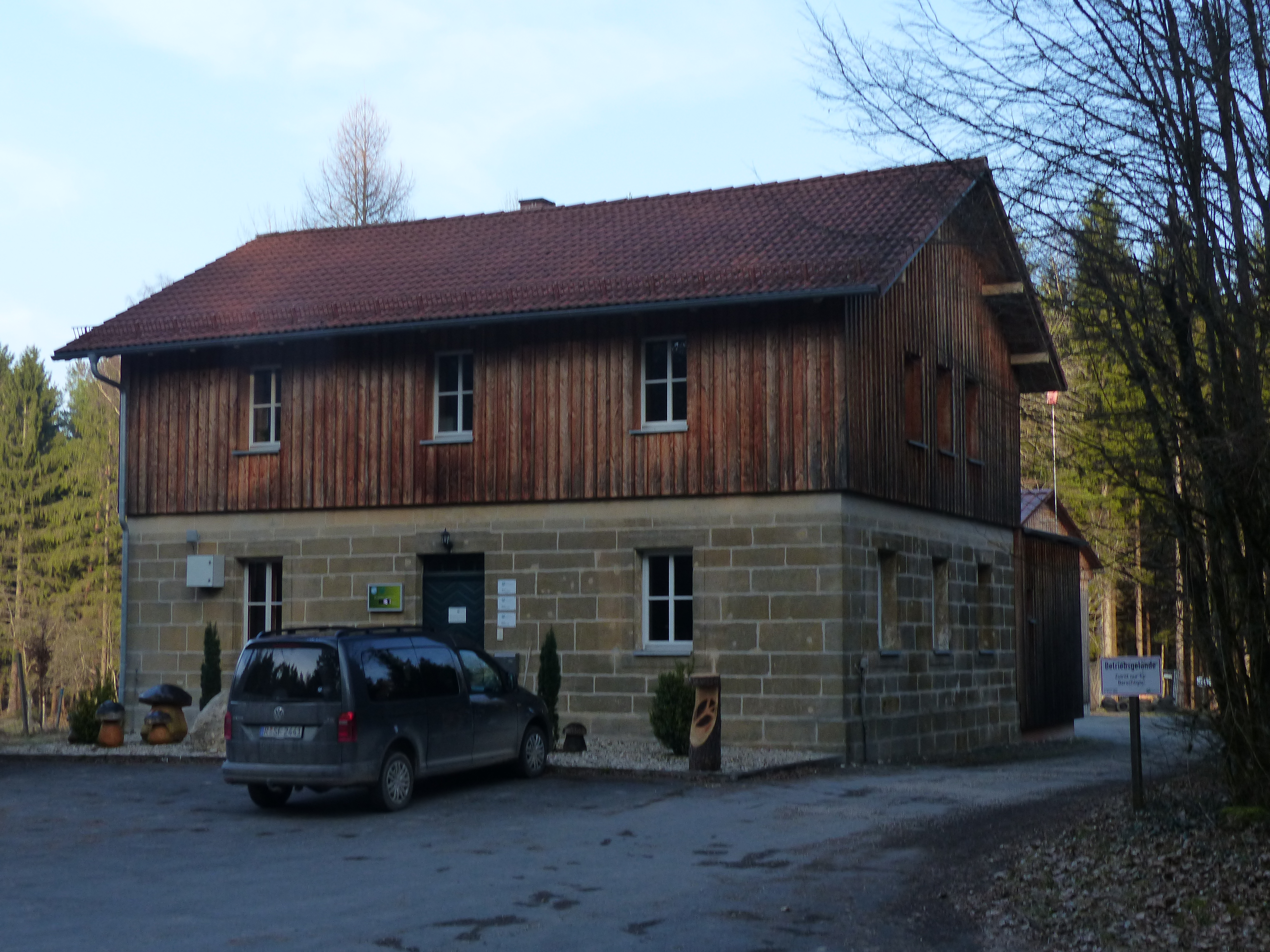
Das Hufeisen-Waldhaus

Hufeisen-Waldhaus ist ein Gemeindeteil der Stadt Pegnitz im Landkreis Bayreuth (Oberfranken, Bayern). Hufeisen-Waldhaus liegt in der Gemarkung Veldensteinerforst.

## Geografie
Die Einöde befindet sich etwa sieben Kilometer südsüdwestlich von Pegnitz und etwa fünf Kilometer nordnordöstlich von Plech. Sie liegt auf einer Höhe von 450 m ü. NHN als Siedlungsenklave im großen gemeindefreien Veldensteiner Forst.

## Geschichte
Durch die Verwaltungsreformen zu Beginn des 19. Jahrhunderts im Königreich Bayern wurde die Landgemeinde Ottenhof gegründet, zu der auch das Kirchdorf Bernheck und die Einöde Strüthof gehörten. Hufeisen-Waldhaus wurde erst 1861 auf dem Gemeindegebiet von Ottenhof gegründet. Der zugrundeliegende Flurname „Hueffeisen“ wurde 1616 erstmals bezeugt. Im Zuge der kommunalen Gebietsreform in Bayern wurde Hufeisen-Waldhaus 1970 zunächst nach Hainbronn und nach der Auflösung dieser Gemeinde 1978 nach Pegnitz umgemeindet. Der übrige Teil der Gemeinde Ottenhof wurde in die Marktgemeinde Plech eingegliedert.

## Verkehr
Die  Kreisstraße BT 28 bindet Hufeisen-Waldhaus an das öffentliche Straßennetz an, sie verläuft unmittelbar westlich des Ortes. Zufahrtsmöglichkeiten zur Bundesautobahn 9 bestehen an den jeweils etwa vier Kilometer entfernten Anschlussstellen Plech und Pegnitz. Im öffentlichen Personennahverkehr fährt der Verkehrsverbund Großraum Nürnberg (VGN) das Hufeisen-Waldhaus tagsüber mit den Regionalbuslinien 380 und 386 an.